# Onorio Marinari

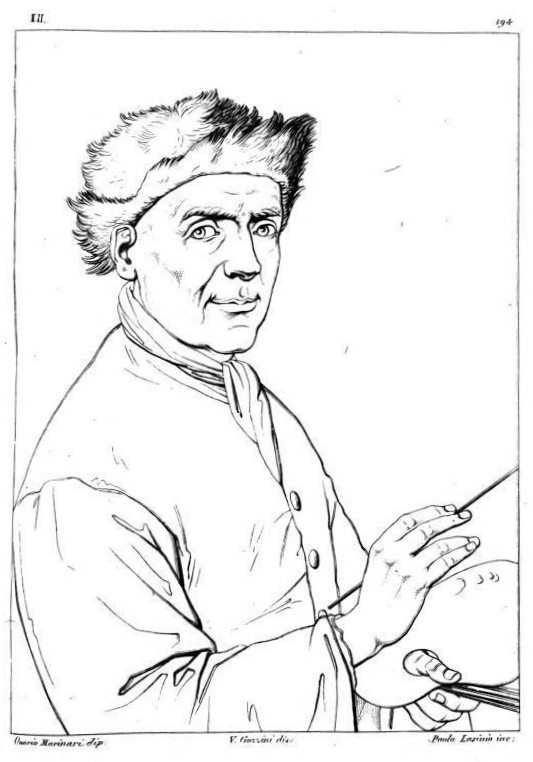
Onorio Marinari, Autoritratto

Onorio Marinari (Firenze, 3 ottobre 1627 – Firenze, 3 gennaio 1715) è stato un pittore italiano.

## Biografia
Figlio del pittore Sigismondo Marinari, ma anche cugino e allievo di Carlo Dolci. Insieme ad Agnese Dolci, raccolse l'eredità del maestro e, almeno per un po', ne portò avanti la scuola. Lavorò soprattutto in Firenze per committenti fiorentini e toscani, ma non si dedicò solo alla pittura. Infatti nel 1674, pubblicò un saggio di astronomia dal titolo Fabbrica et uso dell'annulo astronomico instrumento universale per delineare orivoli solari.
Nel catalogo ufficiale della Galleria degli Uffizi del 1833 si legge: "dipinse con buon gusto, e con maniera assai finita e corretta nel disegno, vedonsi nella sua patria non poche pitture presso i privati, ed in pubblico, e particolarmente nelle chiese. Le più stimate della prima maniera conservatisi nella Badia, ed in Santa Maria Maddalena dei Pazzi, a giudizio dell'Orlandi. Dopo la imitazione del maestro che suol essere il primo esercizio dei novelli pittori, e spesso ancora, per la diversità del naturale, il primo lor danno, ei si formò, come osserva anche il Lanzi, un secondo stile seguendo il proprio talento, più grandioso, più ideale, e di maggior macchia, come si esprímono gli artisti: del quale ci rimangono varii saggi in Santa Maria Maggiore, in S. Simone e in diverse quadrerie florentine."
Ad Onorio Marinari è attribuita la tela Figura femminile, conservata presso la Pinacoteca civica di Forlì.

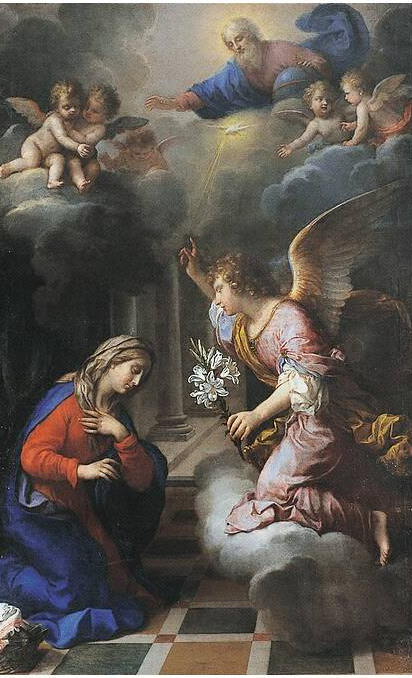
Annunciazione, Lucignano, chiesa della SS. Annunziata, 1699
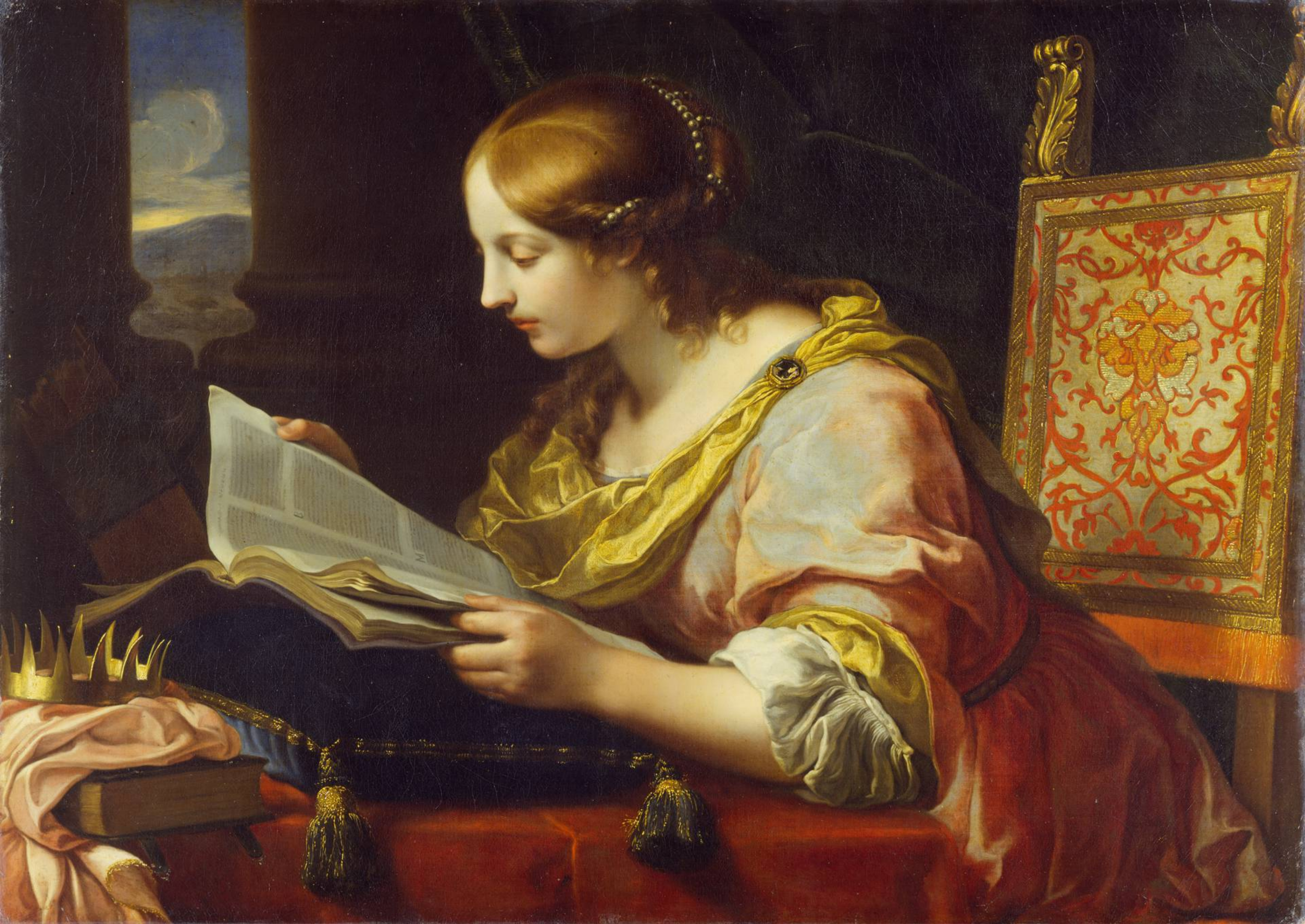
Santa Caterina d'Alessandria mentre legge, 1670
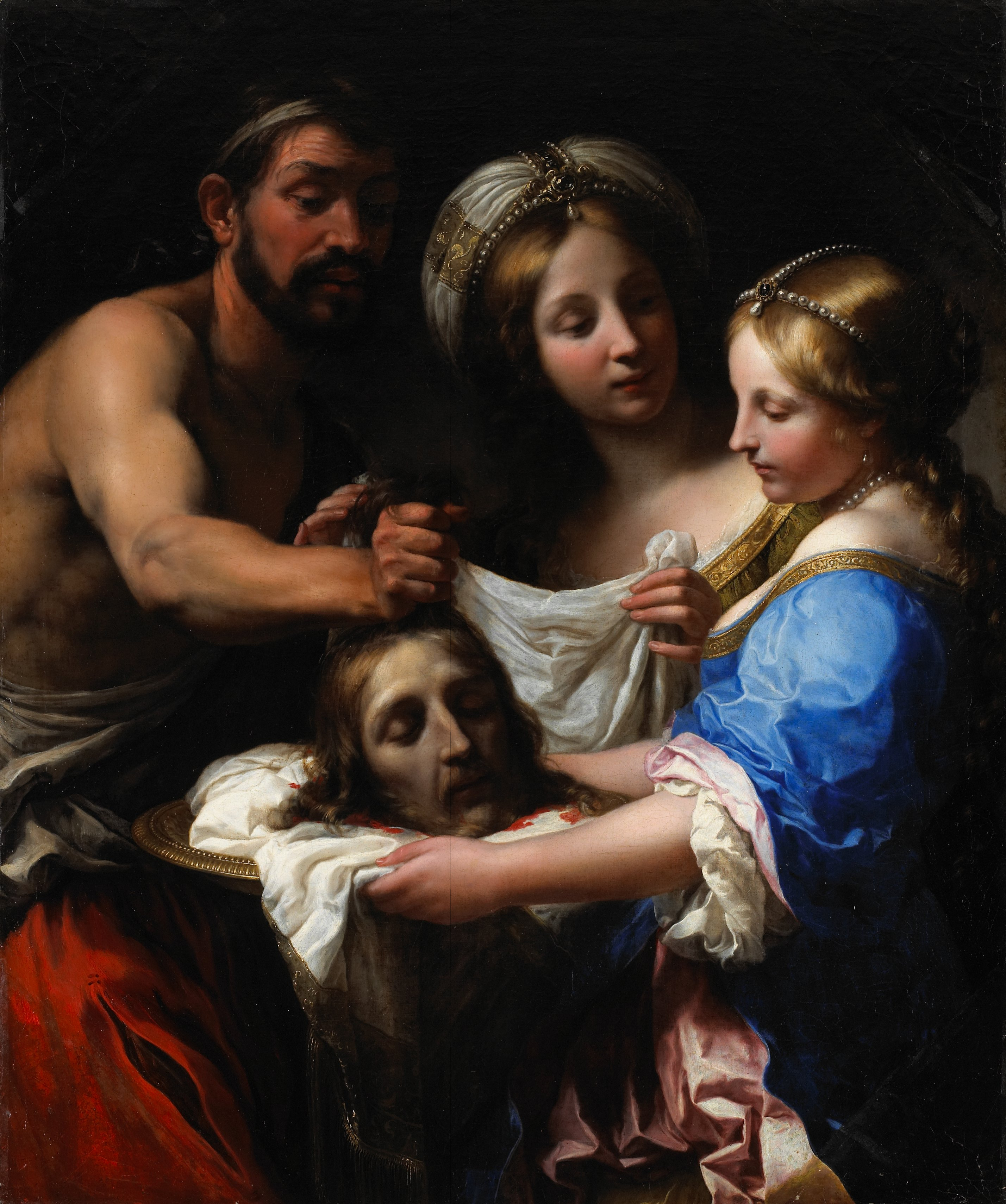
Salomè con la testa di Giovanni Battista, 1680
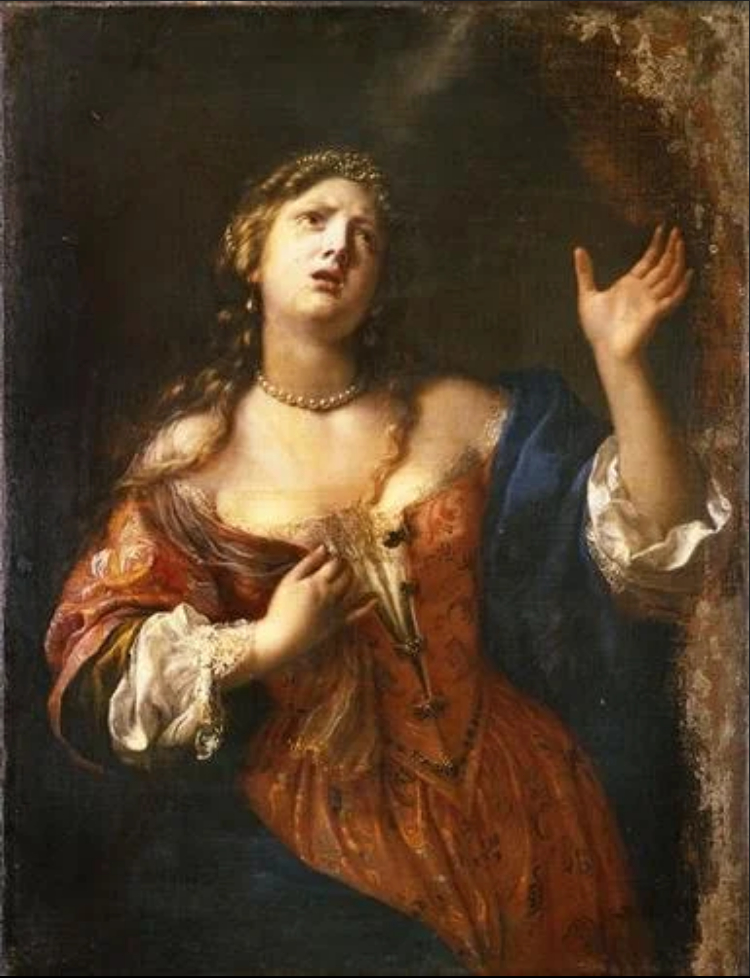
Semiramis

## Opere

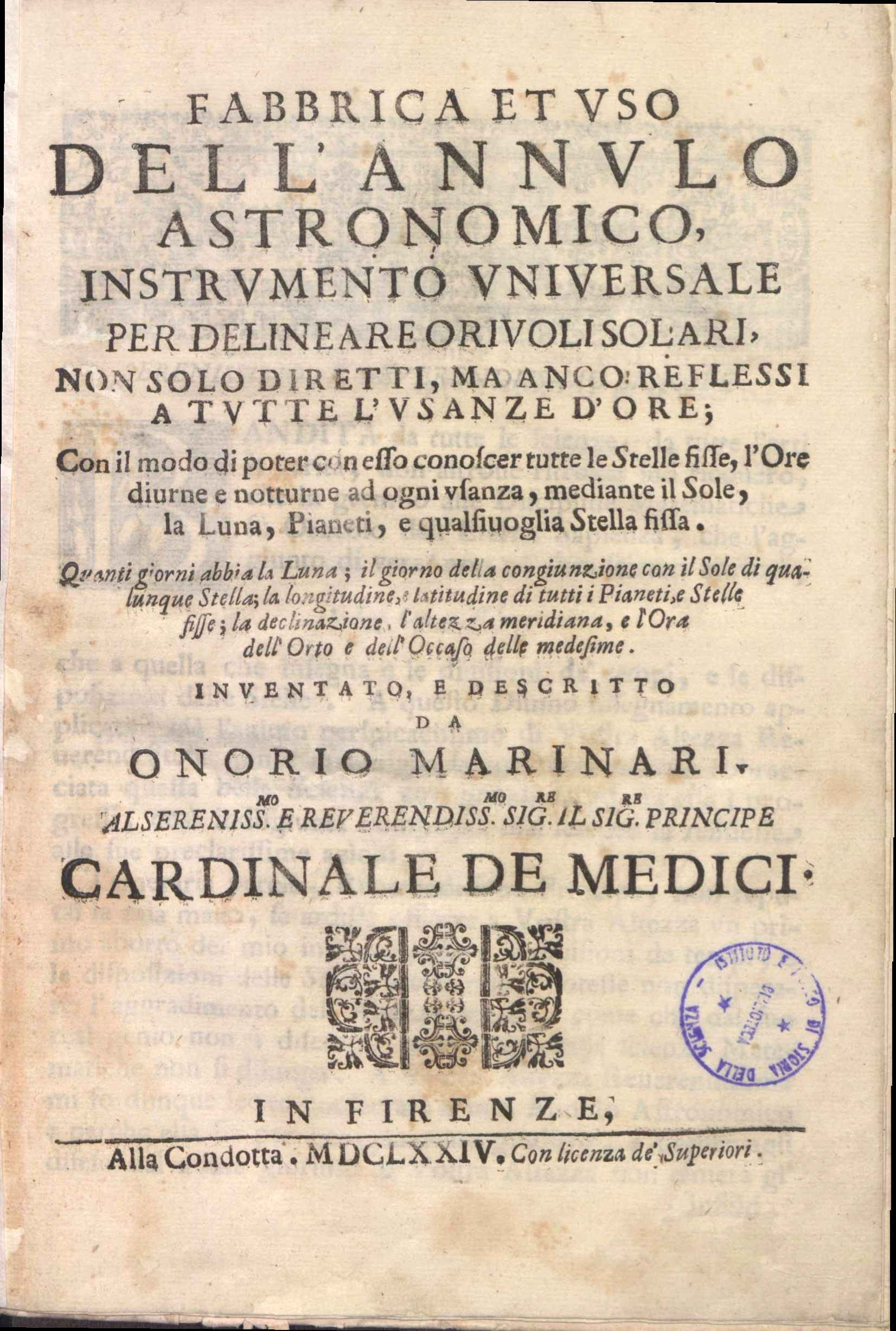
Fabbrica et uso dell'annulo astronomico, 1674

- Fabbrica et uso dell'annulo astronomico, Firenze, Alla Condotta, 1674.